# الجبيهة (عمان)
منطقة الجبيهة إحدى مناطق أمانة عمان الكبرى، ومركز لواء الجامعة التابع لمحافظة العاصمة في المملكة الأردنية الهاشمية. تقع شمال غرب عمّان  ويوجد فيها عدد من التجمعات السكنية والمناطق السياحية. تتميز هذه المنطقة بأنها عبارة عن وصلة تاريخية بين عدد من أحياء عمان. يحدها من الشرق مناطق عمان الشرقية مثل طبربور وطارق وضاحية الأقصى، ومن الشمال شفا بدران وأبو نصير، ومن الغرب صويلح وتلاع العلي وأم السماق، ومن الجنوب العبدلي حيث جبل الحسين ومنطقة بسمان. تنحصر الجبيهة إجمالاً بين شارع الأردن من الشرق وشارع الملكة رانيا من الغرب.
تتكون منطقة الجبيهة من عدة أحياء منها حي الجامعة وحي الرشيد (وحي قطنه يسمى شعبيا ب المدينة الرياضية) وحي المنصور وحي الزيتونة وإسكان الجامعة وغيرها.

## الطقس
تتميز الجبيهة ببرودة الجو شتاءً مقارنة مع باقي مناطق عمان وتتساقط فيها الثلوج أحياناً في فصل الشتاء، وباعتدال الحرارة صيفاً.
يتراوح ارتفاع الجبيهة ما بين 950م إلى 1050م عن سطح البحر.

## معالم
يمر فيها شارع الملكة رانيا العبد الله (شارع الجامعة سابقاً) وتوجد فيها الجامعة الأردنية أقدم الجامعات في المملكة الأردنية الهاشمية ويقع في حدودها التنظيمية مستشفى الجامعة الأردنية إحدى المستشفيات التعليمية في الأردن وفيها أيضاً مركز الحسين للسرطان والعديد من المكتبات والمراكز الثقافية والترفيهية.

## الدوائر الحكومية في المنطقة
- وزارة التعليم العالي (الأردن)
- دائرة التعبئة العامة
- دائرة مكافحة المخدرات
- المركز الجغرافي الملكي
- دائرة الإحصاءات العامة
- الجمعية العلمية الملكية
- دائرة ضريبة الدخل
- دائرة مالية شمال عمان
- دائرة الأراضي والمساحة
- حماية البيئة
- مركز أمن الرشيد
- متصرفية ضاحية الرشيد

## الصحة
يوجد في المنطقة 3 مستشفيات رئيسية هي مستشفى الجامعة الأردنية، مستشفى الملك حسين للسرطان، مستشفى الإسراء، كما يوجد بها يوجد 3 مراكز صحية حكومية ومئات الأطباء والعيادات الخاصة.

## التعليم
توجد 15 مدرسة حكومية، أما المدارس الخاصة فهي: مدرسة الاتحاد، ومدرسة اليوبيل، ومدرسة الجامعة، ومدارس النور، ومدارس النمو التربوي، ومداس الإبداع التربوي، ومدارس البطريركية اللاتينية/ الجبيهة، مدارس أكسفورد ومدرسة وروضة جيل الراشد وأكاديمية ومدارس نجمة الفريد ومدارس أكاديمية ليفانت ومدارس أكاديمية الرواد الدولية.
أما بالنسبة للتعليم العالي فتوجد ضمن المنطقة الجامعة الأردنية أول جامعة في الأردن، بالإضافة إلى جامعة الأميرة سمية للتكنولوجيا والكلية العلمية الإسلامية وكلية الأميرة ثروت.

## الترفيه والسياحة
- متنزه الاستقلال
- حديقة المعلم
- حديقة الهدى
- حديقة الصحفيين
- حديقة المنهل
- حديقة الراية الهاشمية
- الحديقة المرورية

## معرض صور

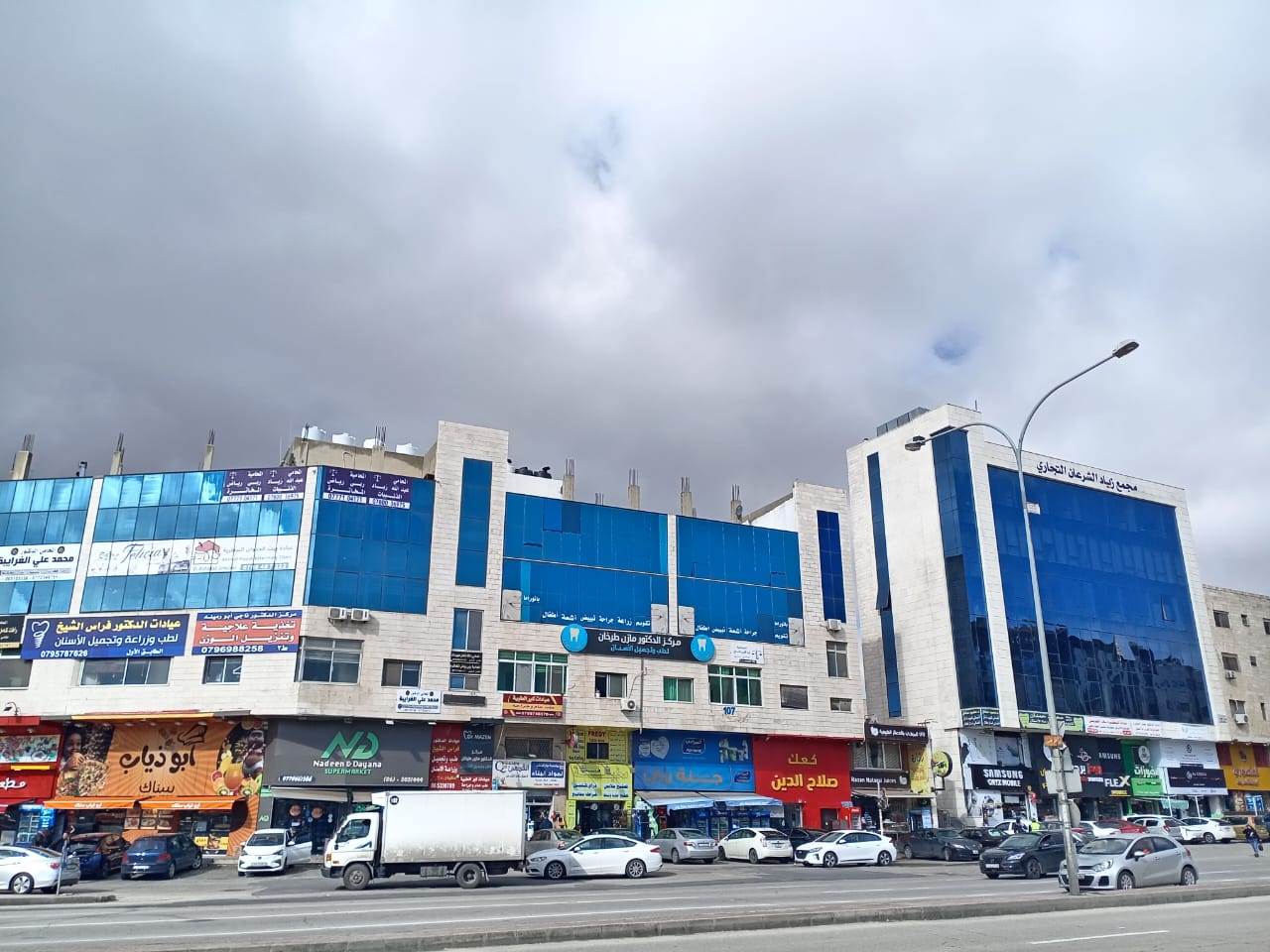
منطقة الجبيهة في عمان
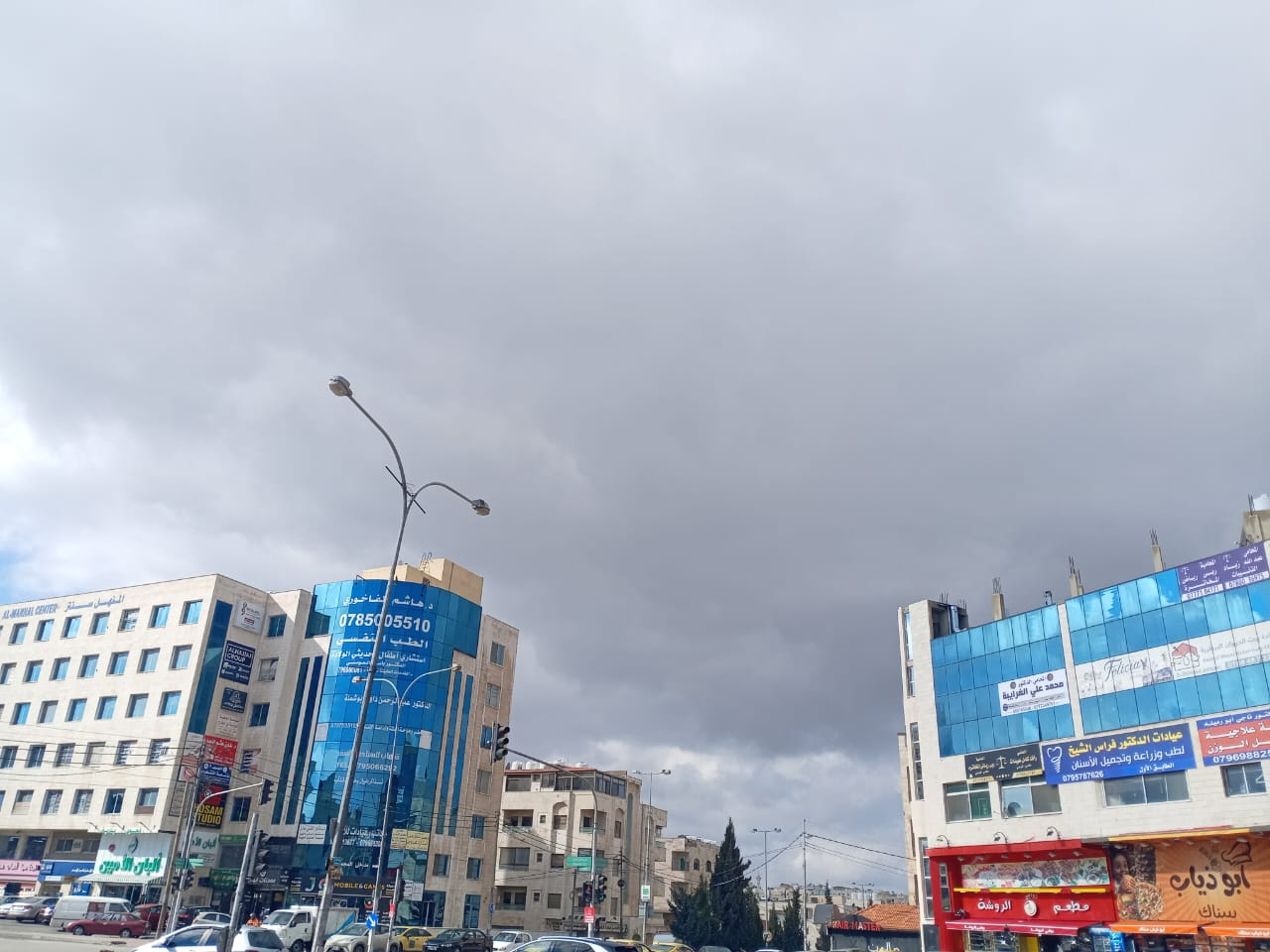
منطقة الجبيهة في عمان
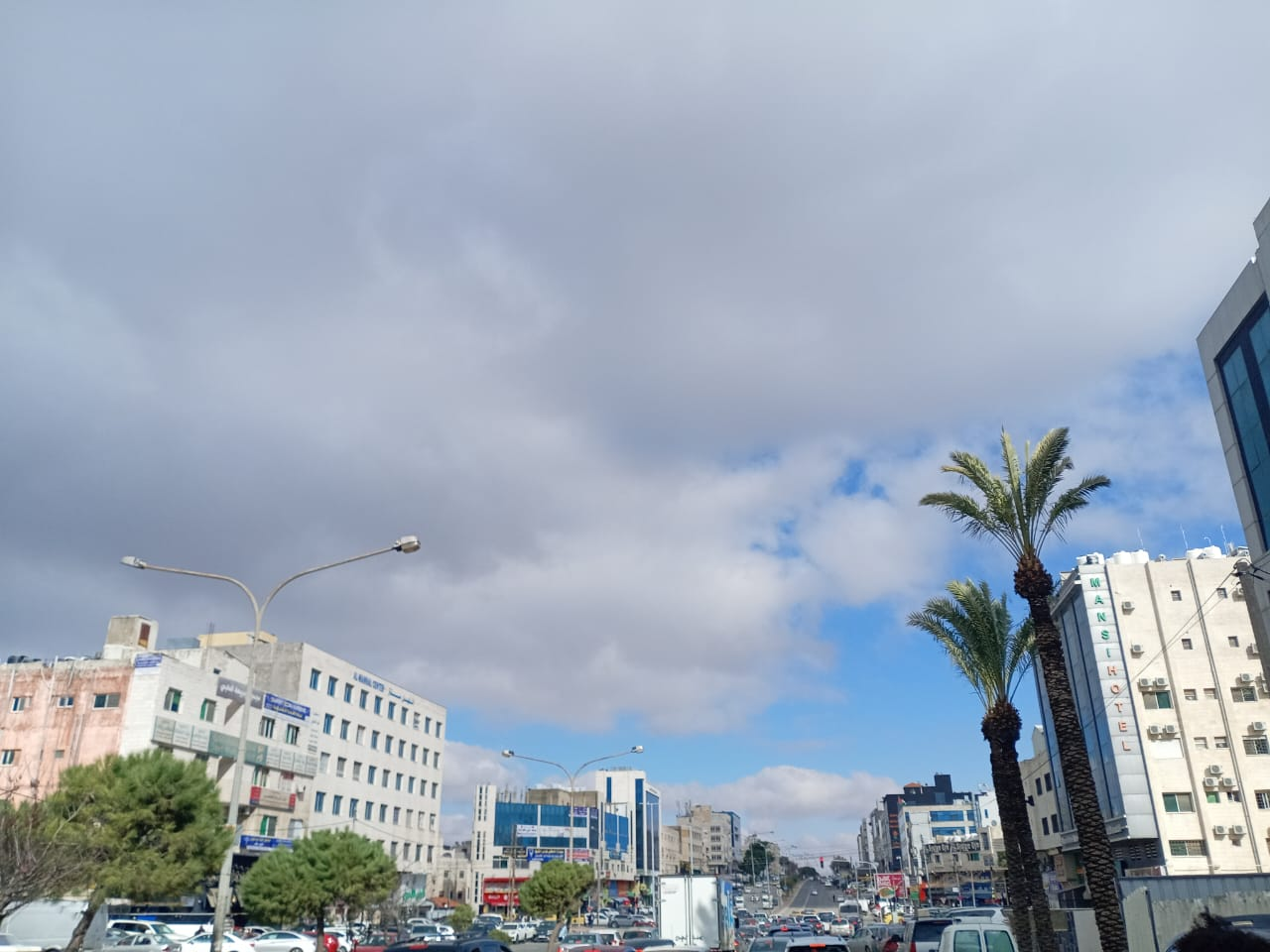
منطقة الجبيهة في عمان